# 카예 뒤 시네마
《카예 뒤 시네마》(Cahiers du Cinéma)는 프랑스어 영화 잡지이다.
앙드레 바쟁, 자크 도니올발크로즈, 장마리 로두카 등이 1951년 4월 창립한 프랑스의 영화잡지로 세계에서 가장 권위있는 영화 잡지의 하나로 인정받고 있다. 이전까지 오락거리로 간주되던 영화가 지식인들에게 예술의 한 분야로 대접받게 된 데는 이들의 공헌이 크다고 할 수 있다. 이들은 미장센과 영화 형식의 이론적 분석을 통해 작가주의 개념을 이끌어냈다. 이것은 한편으로는 문학작품의 영화화에 몰두하던 당시 프랑스 감독들에 대한 반발로서 영화의 예술적 가치는 내용과 이야기보다는 (그렇다면 공인된 문학의 걸작을 영화로 옮기기만 하면 된다) 영화 내적 논리와 형식을 강조하는 결과를 낳았고 반대로 그동안 스튜디오에 고용된 장인 취급을 받던 수많은 헐리웃 감독들을 자기만의 독자적 영화 스타일일 지닌 '작가'(auteur)로 격상시키게 되었다. 당시 주요 필진 중에는 자크 리베트, 장뤼크 고다르, 프랑수아 트뤼포, 에리크 로메르, 클로드 샤브롤 등이 있었고 이들은 얼마 되지 않아 감독으로서 누벨 바그라는 도전적이고 창의적인 흐름을 창조해낸다.
60년대 중반에 들어서면서 카예는 (형식주의적 경향은 그대로 유지하면서도) 모더니즘에서 마르크스주의로 태도를 선회한다. 즉 5월 혁명의 분위기 속에 정치적으로 급진화되어 영화에서의 재현 양식이 가지는 이데올로기적 함의의 분석에 몰두한 것으로 비(非)헐리웃적인 정치적 형식적 대안 영화의 발굴에 힘쓰게 되었으며 이후로도 예술 영화의 지지자, 제3세계 영화의 발굴자로서 사명을 다하고 있다.
앙드레 바쟁, 장루이 코몰리, 세르주 다네 등의 비평가와 언급한 누벨 바그 감독들 외에도 크리스 마르케르, 레오 카락스, 올리비에 아사야스 등의 거장 감독들이 이 잡지의 필진으로 참여했다.
1998년에 르 몽드지에 합병되었으며, 2003년 장미셸 프르동을 편집장으로 임명하였다. 2009년 2월 파이돈 프레스에 합병되었다.

## 같이 보기
- 시네필